# Johann Christian Höpner
Johann Christian Höpner (* Juni 1757 in Landsberg an der Warthe, Neumark, Königreich Preußen; † 15. August 1786 bei Berlin) war ein deutscher Seiler. Er war die vorletzte Person, die in Berlin öffentlich verbrannt wurde.

## Leben
Er war wahrscheinlich mit der Tuchmacherfamilie Höpner verwandt, die 1719 in Landsberg lebte. Sein Vater soll ein armer Seiler in Landsberg gewesen sein, ohne Gehilfen.
Johann Christian Höpner erlernte das Handwerk seines Vaters. Er konnte nicht zur Schule gehen, besuchte aber den Religionsunterricht.
Dann wurde er Soldat und nahm nach sieben Jahren seinen Abschied.
Er wurde Diener beim Kriegsrat Fisch in Berlin. 1786 entwendete er etwa 1000 Thaler und Wertgegenstände während dessen Abwesenheit und legte Feuer in zwei Räumen. Dieses konnte aber schnell gelöscht werden.
Johann Christian Höpner wurde bald der Mordbrennerei und des Diebstahls beschuldigt und dafür zum Tod auf dem Scheiterhaufen verurteilt.
König Friedrich II., der dieses Urteil bestätigen musste, war bereits altersschwach und starb zwei Tage nach der Vollstreckung.
Das Urteil wurde am 15. August 1786 vollstreckt. Nach der Urteilsverkündung vor der Hausvoigtei in Berlin folgte eine große Menschenmenge dem Zug nach Norden zum Galgenberg im heutigen Wedding.
Dort war ein großer Scheiterhaufen in der Nähe der Richtstätte mit den Galgen aufgebaut. Johann Christian Höpner wurde in eine kleine Kammer im Scheiterhaufen geführt und verlor dort das Bewusstsein. Er wurde an einen Stuhl gebunden und dann alles angezündet. Das Feuer erreichte bald eine große Höhe und verbrannte den Scheiterhaufen innerhalb kurzer Zeit zu Asche.
Das Haus des Kriegsrats Fisch Am Kupergraben 7 besteht bis in die Gegenwart. 1817 wurde Friederike Delitz als letzte Person in Preußen öffentlich verbrannt.